# قائمة مسابقات الأولمبياد الدولي للرياضيات

شعار الأولمبياد الدولي للرياضيات

أقيم أول أولمبياد دولي للرياضيات في رومانيا سنة 1959، وهذه المنافسة أقدم من الأولمبياد الدولي للعلوم، ومنذ ذلك الحين تقام المنافسات سنوياً، إلا في عام 1980. في تلك السنة خُطط في البداية أن تعقد المنافسة في منغوليا لكن أُلغيت بسبب الغزو السوفيتي لأفغانستان. لأن المنافسة تأسست في البداية لبلدان أوروبا الشرقية المشاركة في حلف وارسو، وتحت تأثير الكتلة الشرقية، كانت المنافسات تُستضاف فقط في بلدان أوروبا الشرقية، وانتقلت تدريجياً إلى دول أخرى. وتختلف المصادر في المدن المستضيفة لبعض المنافسات القديمة والتواريخ الدقيقة عندما حدثت.
عقدت أول منافسة في رومانيا بتاريخ 1959. وتنافست سبع دول وهي - بلغاريا وتشيكوسلوفاكيا وألمانيا الشرقية، المجر، بولندا، رومانيا والاتحاد السوفيتي، واحتل البلد المضيف المرتبة الأولى. وقد ارتفع عدد الدول المشاركة: أربع عشرة دولة في عام 1969، خمسون في عام 1989، ومائة وأربع دول في عام 2009.
كوريا الشمالية هي البلد الوحيد الذي اتهم بالغش، مما أدى إلى تنحيتها في الدورة 32 سنة 1991 و51 سنة 2010. وفي يناير 2011، قدمت غوغل مليون يورو للمنظمة للمساعدة في تغطية تكاليف المنافسات من 2011 إلى 2015.

## المنافسات

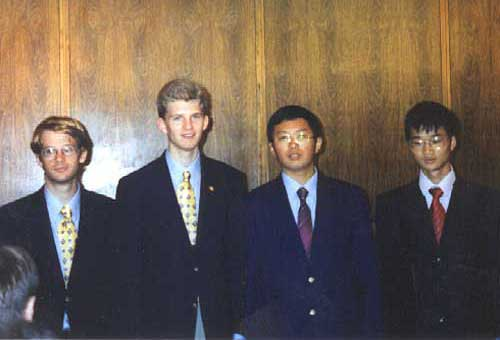
أحسن أربعة في الترتيب في عام 2001. من اليسار إلى اليمين: غابرييل كارول، ريد بارتون (من الولايات المتحدة الأمريكية)، تشي تشيانغ تشانغ وليانغ شياو (من الصين).

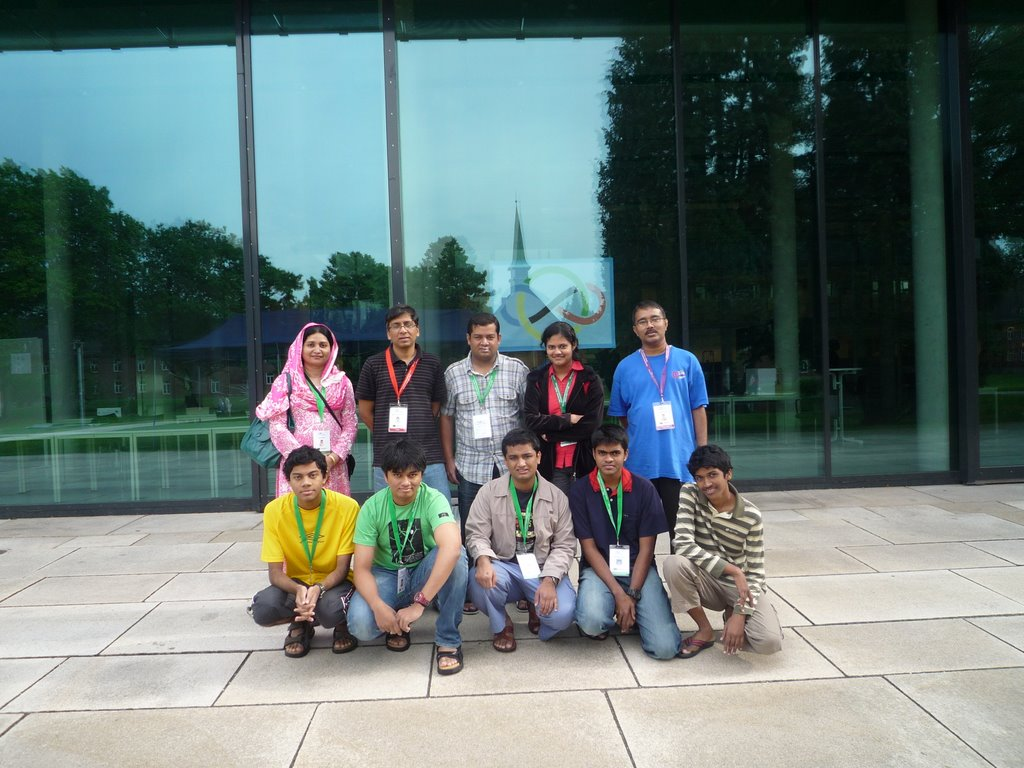
فريق بنغلاديش في دورة 2009.

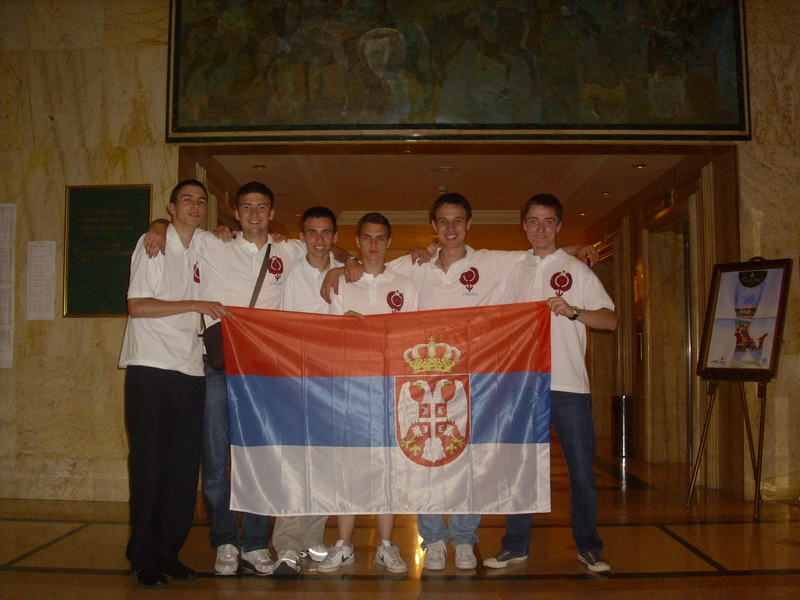
فريق صربيا في دورة 2010.

| #      | موقع استضافة المنافسة                                                                                          | السنة | المدة والتاريخ                                                                                                 | الدولة الفائزة                                                                                                 | المصادر |
| ------ | --- | --- | --- | --- | --- |
| 1      | براشوف وبوخارست                                                                                                | 1959 | 23 يونيو – 31 يوليو                                                                                            | رومانيا | [ 10 ] |
| 2      | سينايا | 1960 | 18 يوليو – 25 يوليو                                                                                            | تشيكوسلوفاكيا                                                                                                  | [ 10 ] |
| 3      | فيزبرم | 1961 | 6 يوليو – 16 يوليو                                                                                             | المجر | [ 10 ] |
| 4      | تشيسكي بوديوفيتش                                                                                               | 1962 | 7 يوليو – 15 يونيو                                                                                             | المجر | [ 10 ] |
| 5      | وارسو وفروتسواف                                                                                                | 1963 | 5 يوليو – 13 يونيو                                                                                             | الاتحاد السوفييتي                                                                                              | [ 10 ] |
| 6      | موسكو | 1964 | 30 يونيو – 10 يوليو                                                                                            | الاتحاد السوفييتي                                                                                              | [ 10 ] |
| 7      | برلين الشرقية                                                                                                  | 1965 | 13 يونيو – 13 يوليو                                                                                            | الاتحاد السوفييتي                                                                                              | [ 10 ] |
| 8      | صوفيا | 1966 | 3 يوليو – 13 يوليو                                                                                             | الاتحاد السوفييتي                                                                                              | [ 10 ] |
| 9      | ستنيي | 1967 | 7 يوليو – 13 يوليو                                                                                             | الاتحاد السوفييتي                                                                                              | [ 10 ] |
| 10     | موسكو | 1968 | 5 يوليو – 18 يوليو                                                                                             | ألمانيا الشرقية                                                                                                | [ 10 ] |
| 11     | بوخارست | 1969 | 5 يوليو – 20 يوليو                                                                                             | المجر | [ 10 ] |
| 12     | كيزتيلي | 1970 | 8 يوليو – 22 يوليو                                                                                             | المجر | [ 10 ] |
| 13     | جيلينا | 1971 | 10 يوليو – 21 يوليو                                                                                            | المجر | [ 10 ] |
| 14     | تورون | 1972 | 5 يوليو – 17 يوليو                                                                                             | الاتحاد السوفييتي                                                                                              | [ 10 ] |
| 15     | موسكو | 1973 | 5 يوليو – 16 يوليو                                                                                             | الاتحاد السوفييتي                                                                                              | [ 10 ] |
| 16     | إرفورت وبرلين الشرقية                                                                                          | 1974 | 4 يوليو – 17 يوليو                                                                                             | الاتحاد السوفييتي                                                                                              | [ 10 ] |
| 17     | بورغاس وصوفيا                                                                                                  | 1975 | 3 يوليو – 16 يوليو                                                                                             | المجر | [ 10 ] |
| 18     | ليينز | 1976 | 2 يوليو – 21 يوليو                                                                                             | الاتحاد السوفييتي                                                                                              | [ 10 ] |
| 19     | بلغراد | 1977 | 1 يوليو – 13 يوليو                                                                                             | الولايات المتحدة                                                                                               | [ 10 ] |
| 20     | بوخارست | 1978 | 3 يوليو – 10 يوليو                                                                                             | رومانيا | [ 10 ] |
| 21     | لندن | 1979 | 30 يونيو – 9 يوليو                                                                                             | الاتحاد السوفييتي                                                                                              | [ 10 ] |
| 21.5 ! | كان من المقرر أن تعقد المنافسة في منغوليا بتاريخ 1980. تم إلغاؤها، وانقسمت إلى منافستين غير رسميتين في أوروبا. | كان من المقرر أن تعقد المنافسة في منغوليا بتاريخ 1980. تم إلغاؤها، وانقسمت إلى منافستين غير رسميتين في أوروبا. | كان من المقرر أن تعقد المنافسة في منغوليا بتاريخ 1980. تم إلغاؤها، وانقسمت إلى منافستين غير رسميتين في أوروبا. | كان من المقرر أن تعقد المنافسة في منغوليا بتاريخ 1980. تم إلغاؤها، وانقسمت إلى منافستين غير رسميتين في أوروبا. | كان من المقرر أن تعقد المنافسة في منغوليا بتاريخ 1980. تم إلغاؤها، وانقسمت إلى منافستين غير رسميتين في أوروبا. |
| 22     | واشنطن العاصمة                                                                                                 | 1981 | 8 يوليو – 20 يوليو                                                                                             | الولايات المتحدة                                                                                               | [ 10 ] |
| 23     | بودابست | 1982 | 5 يوليو – 14 يوليو                                                                                             | ألمانيا الغربية                                                                                                | [ 10 ] |
| 24     | باريس | 1983 | 3 يوليو – 12 يوليو                                                                                             | ألمانيا الغربية                                                                                                | [ 10 ] |
| 25     | براغ | 1984 | 29 يونيو – 10 يوليو                                                                                            | الاتحاد السوفييتي                                                                                              | [ 10 ] |
| 26     | جوتسا | 1985 | 29 يونيو – 11 يوليو                                                                                            | رومانيا | [ 10 ] |
| 27     | وارسو | 1986 | 4 يوليو – 15 يوليو                                                                                             | الاتحاد السوفييتي · الولايات المتحدة                                                                           | [ 10 ] |
| 28     | هافانا | 1987 | 5 يوليو – 16 يوليو                                                                                             | رومانيا | [ 10 ] |
| 29     | سيدني وكانبرا                                                                                                  | 1988 | 9 يوليو – 21 يوليو                                                                                             | الاتحاد السوفييتي                                                                                              | [ 10 ] |
| 30     | براونشفايغ | 1989 | 13 يوليو – 24 يوليو                                                                                            | الصين | [ 10 ] |
| 31     | بكين | 1990 | 8 يوليو – 19 يوليو                                                                                             | الصين | [ 10 ] |
| 32     | سيغتونا | 1991 | 12 يوليو – 23 يوليو                                                                                            | الاتحاد السوفييتي                                                                                              | [ 10 ] [ ملاحظة 1 ]                                                                                            |
| 33     | موسكو | 1992 | 10 يوليو – 21 يوليو                                                                                            | الصين | [ 10 ] |
| 34     | إسطنبول | 1993 | 13 يوليو – 24 يوليو                                                                                            | الصين | [ 10 ] |
| 35     | هونغ كونغ | 1994 | 8 يوليو – 20 يوليو                                                                                             | الولايات المتحدة                                                                                               | [ 10 ] |
| 36     | تورونتو | 1995 | 13 يوليو – 25 يوليو                                                                                            | الصين | [ 11 ] |
| 37     | مومباي | 1996 | 5 يوليو – 17 يوليو                                                                                             | رومانيا | [ 12 ] |
| 38     | ماريه ديل بلاتا                                                                                                | 1997 | 18 يوليو – 31 يوليو                                                                                            | الصين | [ 13 ] |
| 39     | تايبيه | 1998 | 10 يوليو – 21 يوليو                                                                                            | إيران | [ 14 ] |
| 40     | بوخارست | 1999 | 10 يوليو – 22 يوليو                                                                                            | الصين · روسيا                                                                                                  | [ 15 ] |
| 41     | دايجون | 2000 | 13 يوليو – 25 يوليو                                                                                            | الصين | [ 16 ] |
| 42     | واشنطن العاصمة                                                                                                 | 2001 | 1 يوليو – 14 يوليو                                                                                             | الصين | [ 17 ] |
| 43     | غلاسكو | 2002 | 19 يوليو – 30 يوليو                                                                                            | الصين | [ 18 ] |
| 44     | طوكيو | 2003 | 7 يوليو – 19 يوليو                                                                                             | بلغاريا | [ 19 ] |
| 45     | أثينا | 2004 | 6 يوليو – 18 يوليو                                                                                             | الصين | [ 20 ] |
| 46     | ميريدا | 2005 | 8 يوليو – 19 يوليو                                                                                             | الصين | [ 21 ] |
| 47     | ليوبليانا | 2006 | 6 يوليو – 18 يوليو                                                                                             | الصين | [ 22 ] |
| 48     | هانوي | 2007 | 19 يوليو – 31 يوليو                                                                                            | روسيا | [ 23 ] |
| 49     | مدريد | 2008 | 10 يوليو – 22 يوليو                                                                                            | الصين | [ 24 ] |
| 50     | بريمن | 2009 | 10 يوليو – 22 يوليو                                                                                            | الصين | [ 25 ] |
| 51     | أستانا | 2010 | 2 يوليو – 14 يوليو                                                                                             | الصين | [ 26 ] |
| 52     | أمستردام | 2011 | 13 يوليو – 24 يوليو                                                                                            | الصين | [ 27 ] |
| 53     | ماريه ديل بلاتا                                                                                                | 2012 | 4 يوليو – 16 يوليو                                                                                             | كوريا الجنوبية                                                                                                 | [ 28 ] |
| 54     | سانتا مارتا | 2013 | 18 يوليو – 28 يوليو                                                                                            | الصين | [ 29 ] |
| 55     | كيب تاون | 2014 | 3 يوليو – 13 يوليو                                                                                             | الصين | |
| 56     | تشيانغ مي | 2015 | 4 يوليو – 16 يوليو                                                                                             | الولايات المتحدة                                                                                               | [ 32 ] |
| 57     | هونغ كونغ | 2016 | 6 يوليو – 16 يوليو                                                                                             | الولايات المتحدة                                                                                               | [ 34 ] |
| 58     | ريو دي جانيرو                                                                                                  | 2017 | 12 يوليو – 23 يوليو                                                                                            | كوريا الجنوبية                                                                                                 | [ 35 ] |
| 59     | كلوج نابوكا | 2018 | 3 يوليو – 14 يوليو                                                                                             | الولايات المتحدة                                                                                               | [ 36 ] |
| 60     | باث | 2019 | 11 يوليو – 22 يوليو                                                                                            | الصين · الولايات المتحدة                                                                                       | [ 37 ] |
| 61     | سانت بطرسبرغ (افتراضي)                                                                                         | 2020 | 19 سبتمبر – 28 سبتمبر                                                                                          | الصين | [ 38 ] [ 39 ]                                                                                                  |
| 62     | سانت بطرسبرغ (افتراضي)                                                                                         | 2021 | 7 يوليو – 17 يوليو                                                                                             | الصين | [ 40 ] |
| 63     | أوسلو | 2022 | 6 يوليو – 16 يوليو                                                                                             | الصين | [ 41 ] |
| 64     | تشيبا | 2023 | 2 يوليو – 13 يوليو                                                                                             | الصين | [ 42 ] |
| 65     | باث | 2024 | 11 يوليو – 22 يوليو                                                                                            | الولايات المتحدة                                                                                               | [ 43 ] |
| 66     | صن شاين كوست                                                                                                   | 2025 | 10 يوليو – 20 يوليو                                                                                            | لم تُحدد بعد | [ 44 ] |
| 67     | شانغهاي | 2026 | لم تُحدد بعد | لم تُحدد بعد | [ 45 ] |
| 68     | غير معروف | 2027 | لم تُحدد بعد | لم تُحدد بعد | [ 46 ] |
| 69     | غير معروف | 2028 | لم تُحدد بعد | لم تُحدد بعد | [ 47 ] |

## نتائج المنافسات منذ الدورة 41

### دايجون 2000
عقد الأولمبياد 41 للرياضيات الدولي في دايجون، كوريا الجنوبية خلال الفترة من 13-25 يوليو.

الدول الخمس الأولى في الترتيب:
| الترتيب | الدولة           | مجموع النقاط | الذهبية | الفضية | البرونزية | لاحقة شرفية |
| ------- | ---------------- | ------------ | ------- | ------ | --------- | ----------- |
| 1       | الصين            | 218          | 6       | 0      | 0         | 0           |
| 2       | روسيا            | 215          | 5       | 1      | 0         | 0           |
| 3       | الولايات المتحدة | 184          | 3       | 3      | 0         | 1           |
| 4       | كوريا الجنوبية   | 172          | 3       | 3      | 0         | 0           |
| 5       | بلغاريا          | 169          | 2       | 3      | 1         | 0           |
| 5       | فيتنام           | 169          | 3       | 2      | 1         | 0           |

  البلد المضيف

### واشنطن 2001
عقد الأولمبياد 42 للرياضيات الدولي في واشنطن العاصمة، الولايات المتحدة خلال الفترة من 1-14 يوليو.

الدول الخمس الأولى في الترتيب:
| الترتيب | الدولة           | مجموع النقاط | الذهبية | الفضية | البرونزية | لاحقة شرفية |
| ------- | ---------------- | ------------ | ------- | ------ | --------- | ----------- |
| 1       | الصين            | 225          | 6       | 0      | 0         | 0           |
| 2       | الولايات المتحدة | 196          | 4       | 2      | 0         | 0           |
| 3       | روسيا            | 196          | 5       | 1      | 0         | 1           |
| 4       | كوريا الجنوبية   | 185          | 3       | 3      | 0         | 0           |
| 5       | بلغاريا          | 185          | 3       | 3      | 0         | 0           |

  البلد المضيف

### غلاسكو 2002
عقد الأولمبياد 43 للرياضيات الدولي في غلاسكو، المملكة المتحدة خلال الفترة من 19-30 يوليو.

الدول الخمس الأولى في الترتيب:
| الترتيب | الدولة           | مجموع النقاط | الذهبية | الفضية | البرونزية | لاحقة شرفية |
| ------- | ---------------- | ------------ | ------- | ------ | --------- | ----------- |
| 1       | الصين            | 212          | 6       | 0      | 0         | 0           |
| 2       | الولايات المتحدة | 204          | 6       | 0      | 0         | 0           |
| 3       | روسيا            | 171          | 4       | 1      | 0         | 1           |
| 4       | بلغاريا          | 167          | 3       | 2      | 1         | 0           |
| 5       | فيتنام           | 166          | 3       | 1      | 2         | 0           |

### طوكيو 2003
عقد الأولمبياد 44 للرياضيات الدولي في طوكيو، اليابان خلال الفترة من 7-19 يوليو.

الدول الخمس الأولى في الترتيب:
| الترتيب | الدولة           | مجموع النقاط | الذهبية | الفضية | البرونزية | لاحقة شرفية |
| ------- | ---------------- | ------------ | ------- | ------ | --------- | ----------- |
| 1       | بلغاريا          | 227          | 6       | 0      | 0         | 0           |
| 2       | الصين            | 211          | 5       | 1      | 0         | 0           |
| 3       | الولايات المتحدة | 188          | 4       | 2      | 0         | 0           |
| 4       | فيتنام           | 172          | 2       | 3      | 1         | 0           |
| 5       | روسيا            | 167          | 3       | 2      | 1         | 0           |

### أثينا 2004
عقد الأولمبياد 45 للرياضيات الدولي في 2004، اليونان خلال الفترة من 6-18 يوليو.

الدول الخمس الأولى في الترتيب:
| الترتيب | الدولة           | مجموع النقاط | الذهبية | الفضية | البرونزية | لاحقة شرفية |
| ------- | ---------------- | ------------ | ------- | ------ | --------- | ----------- |
| 1       | الصين            | 212          | 6       | 0      | 0         | 0           |
| 2       | الولايات المتحدة | 204          | 6       | 0      | 0         | 0           |
| 3       | روسيا            | 171          | 4       | 1      | 0         | 1           |
| 4       | بلغاريا          | 167          | 3       | 2      | 1         | 0           |
| 5       | فيتنام           | 166          | 3       | 1      | 2         | 0           |

### ميريدا 2005
عقد الأولمبياد 46 للرياضيات الدولي في ميريدا، اليونان خلال الفترة من 8-19 يوليو.

الدول الخمس الأولى في الترتيب:
| الترتيب | الدولة           | مجموع النقاط | الذهبية | الفضية | البرونزية | لاحقة شرفية |
| ------- | ---------------- | ------------ | ------- | ------ | --------- | ----------- |
| 1       | الصين            | 235          | 5       | 1      | 0         | 0           |
| 2       | الولايات المتحدة | 213          | 4       | 2      | 0         | 0           |
| 3       | روسيا            | 212          | 4       | 2      | 0         | 0           |
| 4       | إيران            | 201          | 2       | 4      | 0         | 0           |
| 5       | كوريا الجنوبية   | 200          | 3       | 3      | 0         | 0           |

### ليوبليانا 2006
عقد الأولمبياد 47 للرياضيات الدولي في ليوبليانا، سلوفينيا خلال الفترة من 6-18 يوليو.

الدول الخمس الأولى في الترتيب:
| الترتيب | الدولة           | مجموع النقاط | الذهبية | الفضية | البرونزية | لاحقة شرفية |
| ------- | ---------------- | ------------ | ------- | ------ | --------- | ----------- |
| 1       | الصين            | 214          | 6       | 0      | 0         | 0           |
| 2       | روسيا            | 174          | 3       | 3      | 0         | 0           |
| 3       | كوريا الجنوبية   | 170          | 4       | 2      | 0         | 0           |
| 4       | ألمانيا          | 157          | 4       | 0      | 2         | 0           |
| 5       | الولايات المتحدة | 154          | 2       | 4      | 0         | 0           |

### هانوي 2007
عقد الأولمبياد 48 للرياضيات الدولي في هانوي، فيتنام خلال الفترة من 19-31 يوليو.

الدول الخمس الأولى في الترتيب:
| الترتيب | الدولة           | مجموع النقاط | الذهبية | الفضية | البرونزية | لاحقة شرفية |
| ------- | ---------------- | ------------ | ------- | ------ | --------- | ----------- |
| 1       | روسيا            | 184          | 5       | 1      | 0         | 0           |
| 2       | الصين            | 181          | 4       | 2      | 0         | 0           |
| 3       | كوريا الجنوبية   | 168          | 3       | 3      | 0         | 0           |
| 3       | فيتنام           | 168          | 2       | 4      | 0         | 0           |
| 5       | الولايات المتحدة | 155          | 2       | 3      | 1         | 0           |

  البلد المضيف

### مدريد 2008
عقد الأولمبياد 49 للرياضيات الدولي في مدريد، إسبانيا خلال الفترة من 10-22 يوليو.

الدول الخمس الأولى في الترتيب:
| الترتيب | الدولة           | مجموع النقاط | الذهبية | الفضية | البرونزية | لاحقة شرفية |
| ------- | ---------------- | ------------ | ------- | ------ | --------- | ----------- |
| 1       | الصين            | 217          | 5       | 1      | 0         | 0           |
| 2       | روسيا            | 199          | 6       | 0      | 0         | 0           |
| 3       | الولايات المتحدة | 190          | 4       | 2      | 0         | 0           |
| 4       | كوريا الجنوبية   | 188          | 4       | 2      | 0         | 0           |
| 5       | إيران            | 181          | 1       | 5      | 0         | 0           |

### بريمن 2009
عقد الأولمبياد 50 للرياضيات الدولي في بريمن، ألمانيا خلال الفترة من 10-22 يوليو.

الدول الخمس الأولى في الترتيب:
| الترتيب | الدولة         | مجموع النقاط | الذهبية | الفضية | البرونزية | لاحقة شرفية |
| ------- | -------------- | ------------ | ------- | ------ | --------- | ----------- |
| 1       | الصين          | 221          | 6       | 0      | 0         | 0           |
| 2       | اليابان        | 212          | 5       | 0      | 1         | 0           |
| 3       | روسيا          | 203          | 5       | 1      | 0         | 0           |
| 4       | كوريا الجنوبية | 188          | 3       | 3      | 0         | 0           |
| 5       | كوريا الشمالية | 183          | 3       | 2      | 1         | 0           |

### أستانا 2010
عقد الأولمبياد 51 للرياضيات الدولي في أستانا، كازاخستان خلال الفترة من 2-14 يوليو.

الدول الخمس الأولى في الترتيب:
| الترتيب | الدولة           | مجموع النقاط | الذهبية | الفضية | البرونزية | لاحقة شرفية |
| ------- | ---------------- | ------------ | ------- | ------ | --------- | ----------- |
| 1       | الصين            | 197          | 6       | 0      | 0         | 0           |
| 2       | روسيا            | 169          | 4       | 2      | 0         | 0           |
| 3       | الولايات المتحدة | 168          | 3       | 3      | 0         | 0           |
| 4       | كوريا الجنوبية   | 156          | 4       | 2      | 0         | 0           |
| 5       | كازاخستان        | 148          | 5       | 1      | 0         | 0           |
| 5       | تايلاند          | 148          | 1       | 5      | 0         | 0           |

  البلد المضيف

### أمستردام 2011
عقد الأولمبياد 52 للرياضيات الدولي في أمستردام، هولندا خلال الفترة من 13-24 يوليو.

الدول الست الأولى في الترتيب:
| الترتيب | الدولة           | مجموع النقاط | الذهبية | الفضية | البرونزية | لاحقة شرفية |
| ------- | ---------------- | ------------ | ------- | ------ | --------- | ----------- |
| 1       | الصين            | 189          | 6       | 0      | 0         | 0           |
| 2       | الولايات المتحدة | 184          | 6       | 0      | 0         | 0           |
| 3       | سنغافورة         | 179          | 4       | 1      | 1         | 0           |
| 4       | روسيا            | 161          | 2       | 4      | 0         | 0           |
| 5       | تايلاند          | 160          | 3       | 2      | 1         | 0           |
| 6       | تركيا            | 159          | 3       | 2      | 1         | 0           |

### ماريه ديل بلاتا 2012
عقد الأولمبياد 53 للرياضيات الدولي في ماريه ديل بلاتا، الأرجنتين خلال الفترة من 4-16 يوليو.

الدول الخمس الأولى في الترتيب:
| الترتيب | الدولة           | مجموع النقاط | الذهبية | الفضية | البرونزية | لاحقة شرفية |
| ------- | ---------------- | ------------ | ------- | ------ | --------- | ----------- |
| 1       | كوريا الجنوبية   | 209          | 6       | 0      | 0         | 0           |
| 2       | الصين            | 195          | 5       | 0      | 1         | 0           |
| 3       | الولايات المتحدة | 194          | 5       | 1      | 0         | 0           |
| 4       | روسيا            | 177          | 4       | 2      | 0         | 0           |
| 5       | كندا             | 159          | 3       | 1      | 2         | 0           |
| 5       | تايلاند          | 159          | 3       | 3      | 0         | 0           |

### سانتا مارتا 2013
عقد الأولمبياد 54 للرياضيات الدولي في سانتا مارتا، كولومبيا خلال الفترة من 18-28 يوليو.

الدول الخمس الأولى في الترتيب:
| الترتيب | الدولة           | مجموع النقاط | الذهبية | الفضية | البرونزية | لاحقة شرفية |
| ------- | ---------------- | ------------ | ------- | ------ | --------- | ----------- |
| 1       | الصين            | 208          | 5       | 1      | 0         | 0           |
| 2       | كوريا الجنوبية   | 204          | 5       | 1      | 0         | 0           |
| 3       | الولايات المتحدة | 190          | 4       | 2      | 0         | 0           |
| 4       | روسيا            | 187          | 4       | 2      | 0         | 0           |
| 5       | كوريا الشمالية   | 184          | 2       | 4      | 0         | 0           |

### كيب تاون 2014
عقد الأولمبياد 55 للرياضيات الدولي في كيب تاون، جنوب أفريقيا خلال الفترة من 3-13 يوليو.

الدول الخمس الأولى في الترتيب:
| الترتيب | الدولة           | مجموع النقاط | الذهبية | الفضية | البرونزية | لاحقة شرفية |
| ------- | ---------------- | ------------ | ------- | ------ | --------- | ----------- |
| 1       | الصين            | 201          | 5       | 1      | 0         | 0           |
| 2       | الولايات المتحدة | 193          | 5       | 1      | 0         | 0           |
| 3       | تايوان           | 192          | 4       | 0      | 2         | 0           |
| 4       | روسيا            | 191          | 3       | 3      | 0         | 0           |
| 5       | اليابان          | 177          | 4       | 1      | 1         | 0           |

### تشيانغ مي 2015
عقد الأولمبياد 56 للرياضيات الدولي في تشيانغ مي، تايلند خلال الفترة من 4-16 يوليو.

الدول الخمس الأولى في الترتيب:
| الترتيب | الدولة           | مجموع النقاط | الذهبية | الفضية | البرونزية | لاحقة شرفية |
| ------- | ---------------- | ------------ | ------- | ------ | --------- | ----------- |
| 1       | الولايات المتحدة | 185          | 5       | 1      | 0         | 0           |
| 2       | الصين            | 181          | 4       | 2      | 0         | 0           |
| 3       | كوريا الجنوبية   | 161          | 3       | 1      | 2         | 0           |
| 4       | كوريا الشمالية   | 156          | 3       | 3      | 0         | 0           |
| 5       | فيتنام           | 151          | 2       | 3      | 1         | 0           |

### هونغ كونغ 2016
عقد الأولمبياد 57 للرياضيات الدولي في هونغ كونغ خلال الفترة من 6-16 يوليو.

الدول الخمس الأولى في الترتيب:
| الترتيب | الدولة           | مجموع النقاط | الذهبية | الفضية | البرونزية | لاحقة شرفية |
| ------- | ---------------- | ------------ | ------- | ------ | --------- | ----------- |
| 1       | الولايات المتحدة | 214          | 6       | 0      | 0         | 0           |
| 2       | كوريا الجنوبية   | 207          | 4       | 2      | 0         | 0           |
| 3       | الصين            | 204          | 4       | 2      | 0         | 0           |
| 4       | سنغافورة         | 196          | 4       | 2      | 0         | 0           |
| 5       | تايوان           | 175          | 3       | 3      | 0         | 0           |

### ريو دي جانيرو 2017
عقد الأولمبياد 58 للرياضيات الدولي في ريو دي جانيرو خلال الفترة من 12-23 يوليو.

الدول الخمس الأولى في الترتيب:
| الترتيب | الدولة           | مجموع النقاط | الذهبية | الفضية | البرونزية | لاحقة شرفية |
| ------- | ---------------- | ------------ | ------- | ------ | --------- | ----------- |
| 1       | كوريا الجنوبية   | 170          | 6       | 0      | 0         | 0           |
| 2       | الصين            | 159          | 5       | 1      | 0         | 0           |
| 3       | فيتنام           | 155          | 4       | 1      | 1         | 0           |
| 4       | الولايات المتحدة | 148          | 3       | 3      | 0         | 0           |
| 5       | إيران            | 142          | 2       | 3      | 1         | 0           |

### كلوج نابوكا 2018
عقد الأولمبياد 59 للرياضيات الدولي في كلوج نابوكا خلال الفترة من 3-14 يوليو.

الدول الخمس الأولى في الترتيب:
| الترتيب | الدولة           | مجموع النقاط | الذهبية | الفضية | البرونزية | لاحقة شرفية |
| ------- | ---------------- | ------------ | ------- | ------ | --------- | ----------- |
| 1       | الولايات المتحدة | 212          | 5       | 1      | 0         | 0           |
| 2       | روسيا            | 201          | 5       | 1      | 0         | 0           |
| 3       | الصين            | 199          | 4       | 2      | 0         | 0           |
| 4       | أوكرانيا         | 186          | 4       | 2      | 0         | 0           |
| 5       | تايلاند          | 183          | 3       | 3      | 0         | 0           |

### باث 2019
عقد الأولمبياد 60 للرياضيات الدولي في باث خلال الفترة من 11-22 يوليو.

الدول الخمس الأولى في الترتيب:
| الترتيب | الدولة           | مجموع النقاط | الذهبية | الفضية | البرونزية | لاحقة شرفية |
| ------- | ---------------- | ------------ | ------- | ------ | --------- | ----------- |
| 1       | الصين            | 227          | 6       | 0      | 0         | 0           |
| 1       | الولايات المتحدة | 227          | 6       | 0      | 0         | 0           |
| 3       | كوريا الجنوبية   | 226          | 6       | 0      | 0         | 0           |
| 4       | كوريا الشمالية   | 187          | 3       | 3      | 0         | 0           |
| 5       | تايلاند          | 185          | 3       | 3      | 0         | 0           |

### سانت بطرسبرغ 2020
عقد الأولمبياد 61 للرياضيات الدولي في سانت بطرسبرغ خلال الفترة من 19-28 سبتمبر.

الدول الخمس الأولى في الترتيب:
| الترتيب | الدولة           | مجموع النقاط | الذهبية | الفضية | البرونزية | لاحقة شرفية |
| ------- | ---------------- | ------------ | ------- | ------ | --------- | ----------- |
| 1       | الصين            | 215          | 5       | 1      | 0         | 0           |
| 2       | روسيا            | 185          | 2       | 4      | 0         | 0           |
| 3       | الولايات المتحدة | 183          | 3       | 3      | 0         | 0           |
| 4       | كوريا الجنوبية   | 175          | 2       | 3      | 1         | 0           |
| 5       | تايلاند          | 174          | 2       | 3      | 1         | 0           |

  البلد المضيف

### سانت بطرسبرغ 2021
عقد الأولمبياد 62 للرياضيات الدولي في سانت بطرسبرغ خلال الفترة من 14-24 يوليو.

الدول الخمس الأولى في الترتيب:
| الترتيب | الدولة           | مجموع النقاط | الذهبية | الفضية | البرونزية | لاحقة شرفية |
| ------- | ---------------- | ------------ | ------- | ------ | --------- | ----------- |
| 1       | الصين            | 208          | 6       | 0      | 0         | 0           |
| 2       | روسيا            | 183          | 5       | 1      | 0         | 0           |
| 3       | كوريا الجنوبية   | 172          | 5       | 1      | 0         | 0           |
| 4       | الولايات المتحدة | 165          | 4       | 2      | 0         | 0           |
| 5       | كندا             | 151          | 3       | 3      | 0         | 0           |

  البلد المضيف

### أوسلو 2022
عقد الأولمبياد 63 للرياضيات الدولي في أوسلو خلال الفترة من 6-16 يوليو.

الدول الخمس الأولى في الترتيب:
| الترتيب | الدولة           | مجموع النقاط | الذهبية | الفضية | البرونزية | لاحقة شرفية |
| ------- | ---------------- | ------------ | ------- | ------ | --------- | ----------- |
| 1       | الصين            | 252          | 6       | 0      | 0         | 0           |
| 2       | كوريا الجنوبية   | 208          | 3       | 3      | 0         | 0           |
| 3       | الولايات المتحدة | 207          | 4       | 1      | 1         | 0           |
| 4       | فيتنام           | 196          | 2       | 2      | 2         | 0           |
| 5       | رومانيا          | 194          | 2       | 4      | 0         | 0           |

### تشيبا 2023
عقد الأولمبياد 64 للرياضيات الدولي في تشيبا خلال الفترة من 2-13 يوليو.

الدول الخمس الأولى في الترتيب:
| الترتيب | الدولة           | مجموع النقاط | الذهبية | الفضية | البرونزية | لاحقة شرفية |
| ------- | ---------------- | ------------ | ------- | ------ | --------- | ----------- |
| 1       | الصين            | 240          | 6       | 0      | 0         | 0           |
| 2       | الولايات المتحدة | 222          | 5       | 1      | 0         | 0           |
| 3       | كوريا الجنوبية   | 215          | 4       | 2      | 0         | 0           |
| 4       | رومانيا          | 208          | 5       | 1      | 2         | 0           |
| 5       | كندا             | 183          | 1       | 4      | 1         | 0           |

### باث 2024
عقد الأولمبياد 65 للرياضيات الدولي في باث خلال الفترة من 11-22 يوليو.

الدول الخمس الأولى في الترتيب:
| الترتيب | الدولة           | مجموع النقاط | الذهبية | الفضية | البرونزية | لاحقة شرفية |
| ------- | ---------------- | ------------ | ------- | ------ | --------- | ----------- |
| 1       | الولايات المتحدة | 192          | 5       | 1      | 0         | 0           |
| 2       | الصين            | 190          | 5       | 1      | 0         | 0           |
| 3       | كوريا الجنوبية   | 168          | 2       | 4      | 0         | 0           |
| 4       | الهند            | 167          | 4       | 1      | 0         | 1           |
| 5       | بيلاروس          | 165          | 4       | 0      | 2         | 0           |

## كتب
- Olson، Steve (2004). Count Down. Houghton Miffln. ISBN:0-618-25141-3.